# Jacques Philippe Marie Binet
Jacques Philippe Marie Binet, francoski matematik, astronom in fizik, * 2. februar 1786, Rennes, Bretanija, Francija, † 12. maj 1856, Pariz, Francija.

## Življenje in delo
Binet je veliko prispeval na področje teorije števil in matematičnim temeljem algebre matrik, kar je kasneje vodilo do pomembnih prispevkov Cayleyja in drugih. V svoji razpravi o teoriji konjugiranih oseh in vztrajnostnega momenta teles je podal načelo, danes znano kot Binetov izrek. Prvi je leta 1812 izpeljal pravilo za množenje matrik. Po njem se imenuje tudi Binetova formula, v kateri so Fibonaccijeva števila izražena v sklenjeni obliki. Isti rezultat je poznal že de Moivre. Formula da {\displaystyle n^{\text{th}}}-ti člen Fibonaccijevega zaporedja, definirana pa je z rekurenčno enačbo:
- {\displaystyle u_{n}=u_{n-1}+u_{n-2},{\text{ za }}n>1,\!\,,}

kjer je:
- {\displaystyle u_{0}=0\!\,}
- {\displaystyle u_{1}=1\!\,}

{\displaystyle u_{n}={\frac {(1+{\sqrt {5}})^{n}-(1-{\sqrt {5}})^{n}}{2^{n}{\sqrt {5}}}}\!\,.}      
Binet je leta 1806 diplomiral na École Polytechnique in tu začel predavati leta 1807. Predaval je do leta 1816, nato pa je tu postal nadzornik študija. Na tem mestu je bil do 13. novembra 1830, ko ga je odpustil novi kralj Ludvik Filip I. verjetno zaradi Binetove močne podpore predhodnega kralja, Karla X.
Leta 1823 je Binet kot predstojnik stolice za astronomijo na Francoskem kolegiju nasledil Delambrea.
V letu 1821 je postal vitez reda legije časti, leta 1843 pa so ga izbrali za člana Francoske akademije znanosti.